# Bion din Smirna
A nu se confunda cu Bion din Abdera.
Bion din Smirna, ultimul poet pastoril grec a cărui nume cunoaștem. A trăit la sfârșitul secolului II î.Hr. și este o practică să-l unească cu poetul pastoril Moscus din Siracusa. Nu știm nimic din viața lui. Potrivit unui anonim Plângeri pentru Bion (atribuite lui Moscus), a trăit în Sicilia și a murit înveninat. A scris în hexametru și dotic literar, conservăm șaptesprezece fragmente din poemele lui (unele chiar pot fi complete). Începând cu Renașterea i s-au atribuit și Plângerile pentru Adonis, destinat poate să fie recitat la un festival.